# Невена Буюклієва
Невена Стоянова Буюклієва (Нене Буюклієва) — болгарська драматична актриса, народна артистка з 1952 року.

## Біографія
Невена Стоянова народилася в Софії в 24 лютогоо 1896 року в родині службовця, учасника Балканської війни. Її мати, Катерина Войнова, була сестрою диякона Агапія Воїнова. У 1915 році Невена закінчила Другу жіночу гімназію. Працювала вчителькою в селі Зедна, Радомирсько; потім до 1918 р була референтом у статистиці та помічником бухгалтера в дирекції пошт.
У 1919 році  Невена Буюклієва  взяла участь у конкурсі до Національного театру, була підготовлена Златіною Недевою і зайняла перше місце. Навчалась у драматичній школі до 1921 року.  Пізніше навчалась у Віри Пушкарьової та Миколи О. Масалітинов.  

## Акторська діяльність
У 1923 році Буюклієва приєдналася до трупи Національного театру , де грала до своєї смерті в 1966 році. Її перші великі ролі були в «Дванадцятій ночі» Шекспіра, в «Святому, але не теплому» Олександра Островського тощо. Останню роль зіграла в 1965 році у в «Слугах» Івана Вазова.
Вона зіграла у наступних виставах:

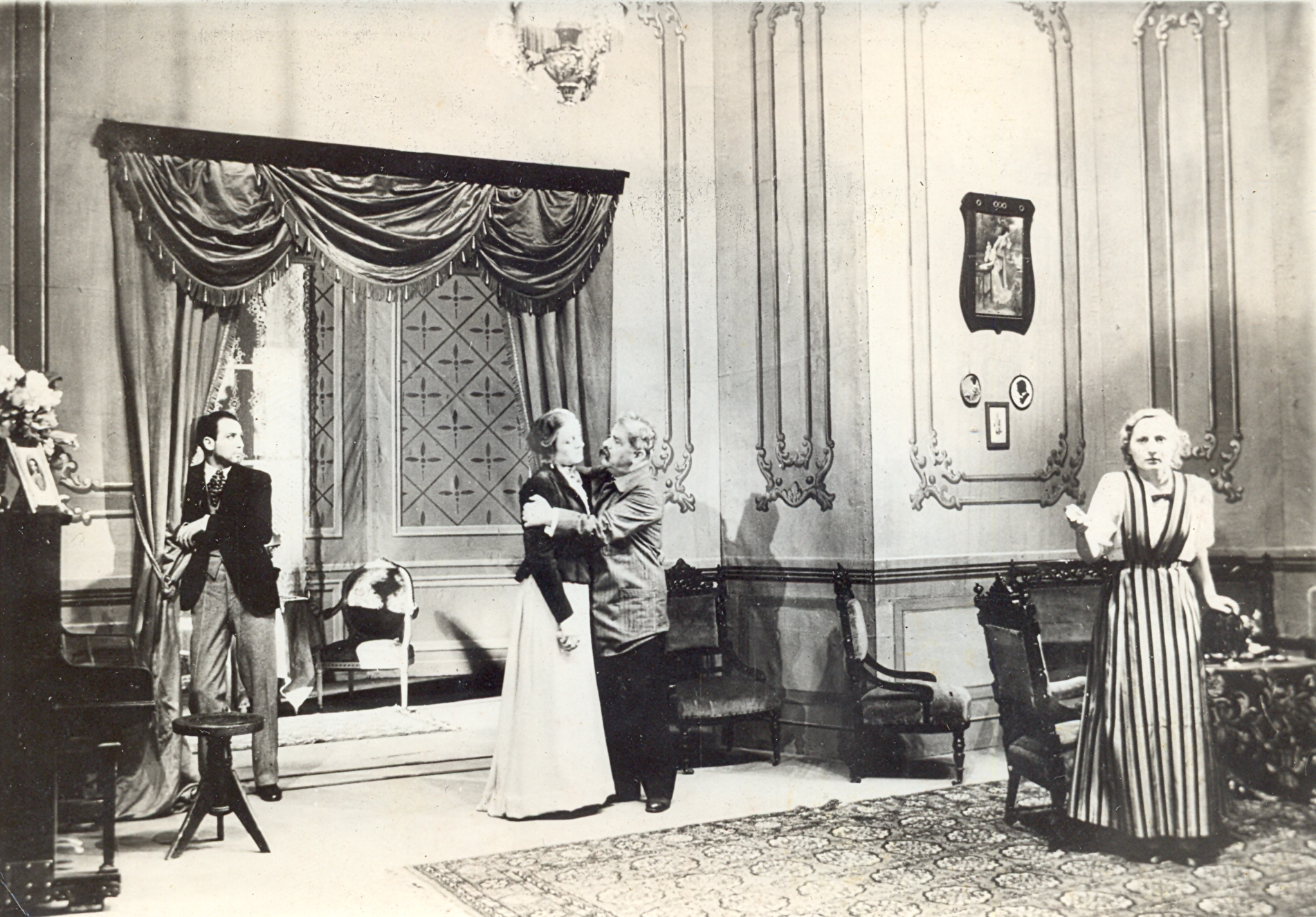
Любен Саєв, Невена Буюклієва, Крастьо Сарафов та Ірина Тасева у виставі Яворова «Коли гримить грім» у Національному театрі, 1939 рік. Джерело: YES "Архіви"

- 1919 - «Під старим небом» Цанко Церковського,
- 1919 - «Тартюф» Жана-Батіста Мольєра,
- 1920 - «Самодива» Петько Ю. Тодоров,
- 1920 - «Гамлет» Вільяма Шекспіра,
- 1921, 1942 - "Боян Магесника" Кирила Христова,
- 1923 — «Зміїне весілля» П. Тодоров, «Упир» Антона Страшимирова,
- 1925 - «Ідіот» Федора Достоєвського,
- 1926 - «Дванадцята ніч» У. Шекспір,
- 1927 - «Майстри» Рачо Стоянова,
- 1927 - «Сон в літню ніч» В. Шекспір,
- 1928 - «Дон Карлос» Фрідріха Шиллера,
- 1929 — «Албена» Йордана Йовкова, «Дзвони св. Климент» Дімо Сярова,
- 1929 - Суд над Мері Дагган Б. Вілер,
- 1930 — «Вона і двоє» Ст. Л. Костов,
- 1930 - «Горе з розуму» Олександра Грибоєдова,
- 1932 - «Ідеальна людина» Оскара Уайльда,
- 1933 - «Драгоїці» Стефана Савова, «Бояри і слуга пустелі» Георгія Драндарова, «До безодні» І. Вазов,
- 1934 - «Престол» Івана Вазова,
- 1934 - «Марія Стюарт» Ф. Шиллер,
- 1937 - «Неважлива жінка» Оскара Уайльда,
- 1938 - «Пані» Єлисавети Багряної та Матвія Валєва
- 1939 - «Коли грім загримить» Пейо Яворова ,
- 1939 - «Учень диявола» Бернарда Шоу,
- 1940 - «Сім'я» Христо Свіленов,
- 1941 - «Калин Орела» Миколи Ікономова,
- 1945 - «Цариця Теодора» Магди Петканової ,
- 1947 - «Васа Желєзнова» Максима Горького ,
- 1948–1955 — «Царське милосердя» Камена Зідарова ,
- 1952 - «Любов» Орліна Васильєва ,
- 1953 - «Іскри в ночі» Армана Баруха ,
- 1954 - «Ромео і Джульєтта» В. Шекспір,
- 1956 - «Мати своїх дітей» А. Н. Афіногенов ,
- 1957 - «Ворог» з вул. Л. Костов,
- 1960 - «Перед грозою» Бояна Балабанова ,
- 1964 - «День народження» Драгомира Асенова ,
- 1965 - «Офіцери» І. Вазова, [1] [2]

## Громадська діяльність
Невена Буюклієва займалась і громадською діяльністю. З її ініціативи з червня 1927 по серпень 1931 року гурток «Живе слово» проводив концерти та збирав кошти для перенесення останків поета Дімчо Дебелянова з Демір-Хісара  до Болгарії.  23 серпня 1931 року поклали його останки в нову могилу. У 1934 році знову на кошти, зібрані з концертів і пожертвувань, . Іван Лазаров створив знаменитий пам'ятник Матері,  розташований  на церковному подвір'ї в Копривштиці.
Великі досягнення має Буюклієва і в мистецтві декламації. Увійшла до гуртка «Живе слово», заснованого 1924 року. 
У 1935 році Невена одружилася з проф. Петко Спірков, викладачем Економічної Академії - Свіштов.  

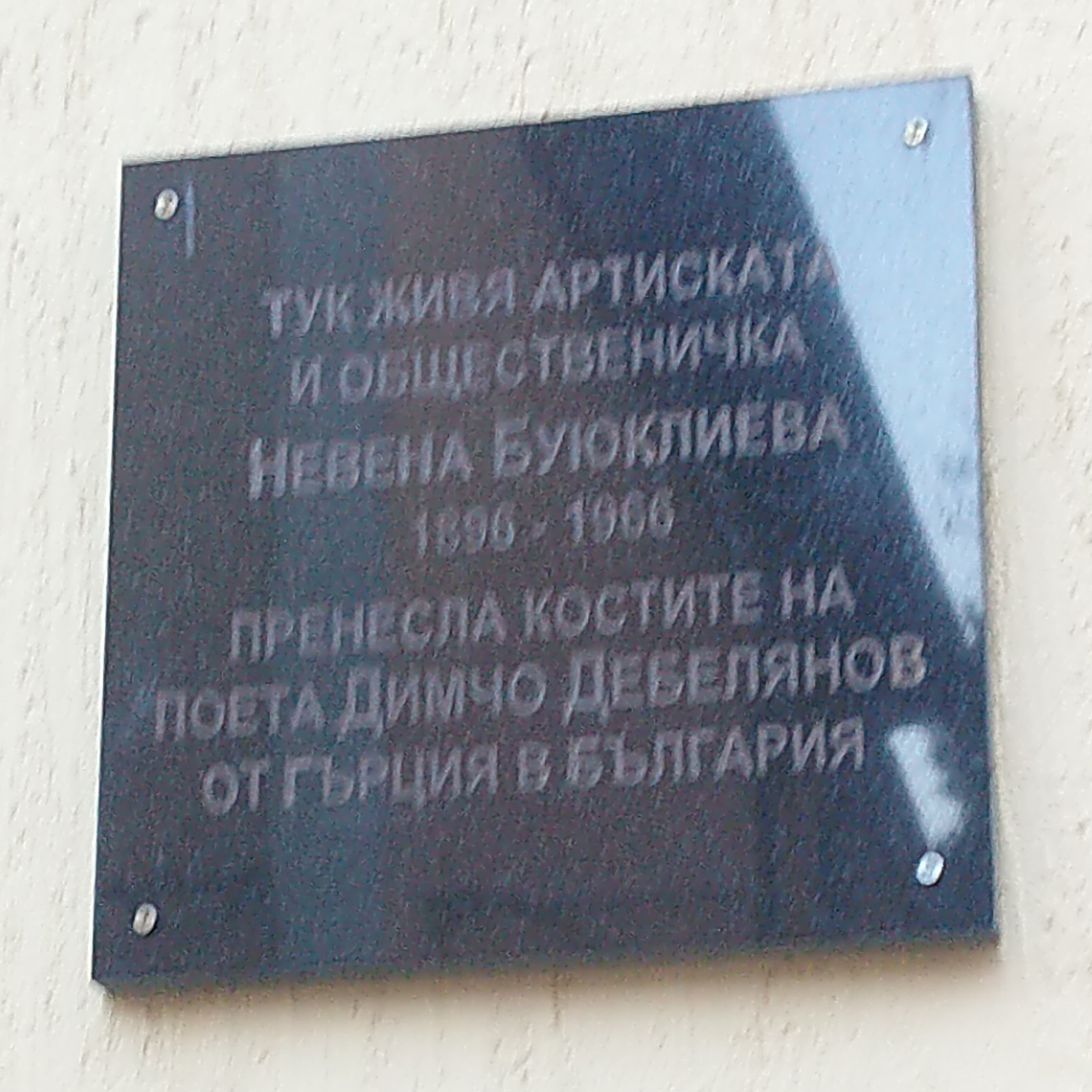
Меморіальна дошка Невені Буюклієвій, вул. Миколи Павловича, 4, Софія

## Досягнення
- У 1950 р. Буюклієвій була присуджена Димитровська премія
- У 1952 р - отримала звання «Народний артист».

У 2006 році Дочка Буюклієвої Ліліана Спіркова видала мемуари «Мої сповіді • Життя Невени Буюклієвої».